# Rugby a 7 ai XIX Giochi panamericani - Torneo maschile
Il torneo di rugby a 7 maschile ai XIX Giochi panamericani si è svolto a Santiago del Cile, in Cile, dal 3 al 4 novembre 2023, allo Stadio della Pintana. Al torneo hanno partecipato otto squadre, inizialmente divise in due gironi all'italiana di quattro squadre ciascuno. Le prime due classificate di ogni girone hanno acceduto alle semifinali.

## Qualificazioni
| Evento                                    | Data                | Luogo             | Posti | Qualificate        |
| ----------------------------------------- | ------------------- | ----------------- | ----- | ------------------ |
| Paese ospitante                           |                     |                   | 1     | Cile               |
| Giochi sudamericani 2022                  | 7-9 ottobre 2022    | Luque             | 2     | Argentina Uruguay  |
| Campionato sudamericano di rugby a 7 2022 | 26-27 novembre 2022 | San José          | 1     | Brasile            |
| Qualificazione automatica                 |                     |                   | 2     | Canada Stati Uniti |
| RAN Sevens 2022                           | 12-13 novembre 2022 | Città del Messico | 2     | Giamaica Messico   |

## Primo turno

### Girone A

#### Classifica
|    | Squadra   | Punti | G | V | N | P | PF  | PS  | Diff |
| -- | --------- | ----- | - | - | - | - | --- | --- | ---- |
| 1. | Argentina | 9     | 3 | 3 | 0 | 0 | 103 | 24  | +79  |
| 2. | Cile      | 7     | 3 | 2 | 0 | 1 | 63  | 47  | +16  |
| 3. | Uruguay   | 5     | 3 | 1 | 0 | 2 | 53  | 59  | -6   |
| 4. | Giamaica  | 3     | 3 | 0 | 0 | 3 | 19  | 108 | -89  |

Risultati
| Santiago del Cile 3 novembre 2023 | Argentina | 40 – 7 | Giamaica | Stadio della Pintana |

| Santiago del Cile 3 novembre 2023 | Uruguay | 7 – 24 | Cile | Stadio della Pintana |

| Santiago del Cile 3 novembre 2023 | Giamaica | 0 – 41 | Uruguay | Stadio della Pintana |

| Santiago del Cile 3 novembre 2023 | Argentina | 28 – 12 | Cile | Stadio della Pintana |

| Santiago del Cile 3 novembre 2023 | Argentina | 35 – 5 | Uruguay | Stadio della Pintana |

| Santiago del Cile 3 novembre 2023 | Cile | 27 – 12 | Giamaica | Stadio della Pintana |

### Girone B

#### Classifica
|    | Squadra     | Punti | G | V | N | P | PF | PS  | Diff |
| -- | ----------- | ----- | - | - | - | - | -- | --- | ---- |
| 1. | Stati Uniti | 9     | 3 | 3 | 0 | 0 | 84 | 17  | +67  |
| 2. | Canada      | 7     | 3 | 2 | 0 | 1 | 69 | 36  | +33  |
| 3. | Brasile     | 5     | 3 | 1 | 0 | 2 | 46 | 39  | +7   |
| 4. | Messico     | 3     | 3 | 0 | 0 | 3 | 12 | 119 | -107 |

Risultati
| Santiago del Cile 3 novembre 2023, ore 14:00 | Stati Uniti | 48 – 7 | Messico | Stadio della Pintana |

| Santiago del Cile 3 novembre 2023, ore 14:25 | Canada | 22 – 12 | Brasile | Stadio della Pintana |

| Santiago del Cile 3 novembre 2023, ore 14:00 | Stati Uniti | 17 – 5 | Brasile | Stadio della Pintana |

| Santiago del Cile 3 novembre 2023, ore 14:25 | Canada | 42 – 5 | Messico | Stadio della Pintana |

| Santiago del Cile 3 novembre 2023, ore 14:00 | Stati Uniti | 19 – 5 | Canada | Stadio della Pintana |

| Santiago del Cile 3 novembre 2023, ore 14:25 | Brasile | 29 – 0 | Messico | Stadio della Pintana |

## Fase finale

### Tabellone 1º - 4º posto
|  | Semifinali | Semifinali  | Semifinali |      |           | Finale 1º posto | Finale 1º posto | Finale 1º posto |  |
|  |            |             |            |      |           |                 |                 |                 |  |
|  | 1A         | Argentina   | 21         |      |           |                 |                 |                 |  |
|  | 1A         | Argentina   | 21         |      |           |                 |                 |                 |  |
|  | 2B         | Canada      | 7          |      |           |                 |                 |                 |  |
|  | 2B         | Canada      | 7          |      | Argentina | Argentina       | 24              |                 |  |
|  |            |             |            |      | Argentina | Argentina       | 24              |                 |  |
|  |            |             | Cile       | Cile | 5         |                 |                 |                 |  |
|  | 2A         | Cile        | Cile       | Cile | 5         | 15              |                 |                 |  |
|  | 2A         | Cile        |            |      |           | 15              |                 |                 |  |
|  | 1B         | Stati Uniti | 12         |      |           | Finale 3º posto | Finale 3º posto | Finale 3º posto |  |
|  | 1B         | Stati Uniti | 12         |      |           |                 |                 |                 |  |
|  |            |             |            |      |           |                 |                 |                 |  |
|  |            |             |            |      |           | Canada          | Canada          | 19              |  |
|  |            |             |            |      |           | Canada          | Canada          | 19              |  |
|  |            |             |            |      |           | Stati Uniti     | Stati Uniti     | 17              |  |

### Tabellone 5º - 8º posto
|  | Semifinali | Semifinali | Semifinali |         |         | Finale 5º posto | Finale 5º posto | Finale 5º posto |  |
|  |            |            |            |         |         |                 |                 |                 |  |
|  | 3A         | Uruguay    | 40         |         |         |                 |                 |                 |  |
|  | 3A         | Uruguay    | 40         |         |         |                 |                 |                 |  |
|  | 4B         | Messico    | 12         |         |         |                 |                 |                 |  |
|  | 4B         | Messico    | 12         |         | Uruguay | Uruguay         | 15              |                 |  |
|  |            |            |            |         | Uruguay | Uruguay         | 15              |                 |  |
|  |            |            | Brasile    | Brasile | 14      |                 |                 |                 |  |
|  | 4A         | Giamaica   | Brasile    | Brasile | 14      | 14              |                 |                 |  |
|  | 4A         | Giamaica   |            |         |         | 14              |                 |                 |  |
|  | 3B         | Brasile    | 27         |         |         | Finale 7º posto | Finale 7º posto | Finale 7º posto |  |
|  | 3B         | Brasile    | 27         |         |         |                 |                 |                 |  |
|  |            |            |            |         |         |                 |                 |                 |  |
|  |            |            |            |         |         | Messico         | Messico         | 24              |  |
|  |            |            |            |         |         | Messico         | Messico         | 24              |  |
|  |            |            |            |         |         | Giamaica        | Giamaica        | 26              |  |

### Risultati

#### Semifinali 5º - 8º posto
| Santiago del Cile 4 novembre 2023, ore 14:50 | Giamaica | 14 – 27 | Brasile | Stadio della Pintana |

| Santiago del Cile 4 novembre 2023, ore 15:15 | Uruguay | 40 – 12 | Messico | Stadio della Pintana |

#### Semifinali 1º - 4º posto
| Santiago del Cile 4 novembre 2023, ore 16:30 | Cile | 15 – 12 | Stati Uniti | Stadio della Pintana |

| Santiago del Cile 4 novembre 2023, ore 16:55 | Argentina | 21 – 7 | Canada | Stadio della Pintana |

### Finale 7º posto
| Santiago del Cile 4 novembre 2023, ore 15:50 | Messico | 24 – 26 | Giamaica | Stadio della Pintana |

### Finale 5º posto
| Santiago del Cile 4 novembre 2023, ore 16:15 | Uruguay | 15 – 14 | Brasile | Stadio della Pintana |

### Finale 3º posto
| Santiago del Cile 4 novembre 2023, ore 17:10 | Canada | 19 – 17 | Stati Uniti | Stadio della Pintana |

### Finale 1º posto
| Santiago del Cile 4 novembre 2023, ore 18:10 | Argentina | 25 – 4 | Cile | Stadio della Pintana |

## Classifica finale
| Pos | Squadre    |
| --- | ---------- |
|     | Argentina  |
|     | Brasile    |
|     | Argentina  |
| 4.  | Canada     |
| 5.  | Messico    |
| 6.  | Porto Rico |
| 7.  | Cuba       |
| 8.  | Cile       |